# کلیسای محلم
کلیساهای محلم
در روستای محلم که ملحم نیز خوانده می‌شود دو کلیسا وجود دارد.

## کلیسای قدیم
از کلیسای قدیم آن جز یک در ورودی و چند طاق نیمه فرو ریخته چیزی برجا نمانده است. این کلیسا مربوط به سال ۱۸۸۰ است و بالای سر در آن تاریخ ۱۸۹۵ به چشم می‌خورد که البته حجاری آن جدید است!؟ از نظر موقعیت در شهرستان سلماس، بخش مرکزی، روستای محلم واقع شده و این اثر در تاریخ ۷ مهر ۱۳۸۱ با شمارهٔ ثبت ۶۱۵۸ به‌عنوان یکی از آثار ملی ایران به ثبت رسیده است.

## کلیسای جدید
کلیسای جدید را با فاصله تقریباً پانصد متری از کلیسای قدیم بنا کرده‌اند. در این کلیسا هم بجز برج ناقوس که اثری از ناقوس ندارد، و یک صحن ویران اثری به چشم دیده نمی‌شود.

## نگارخانه

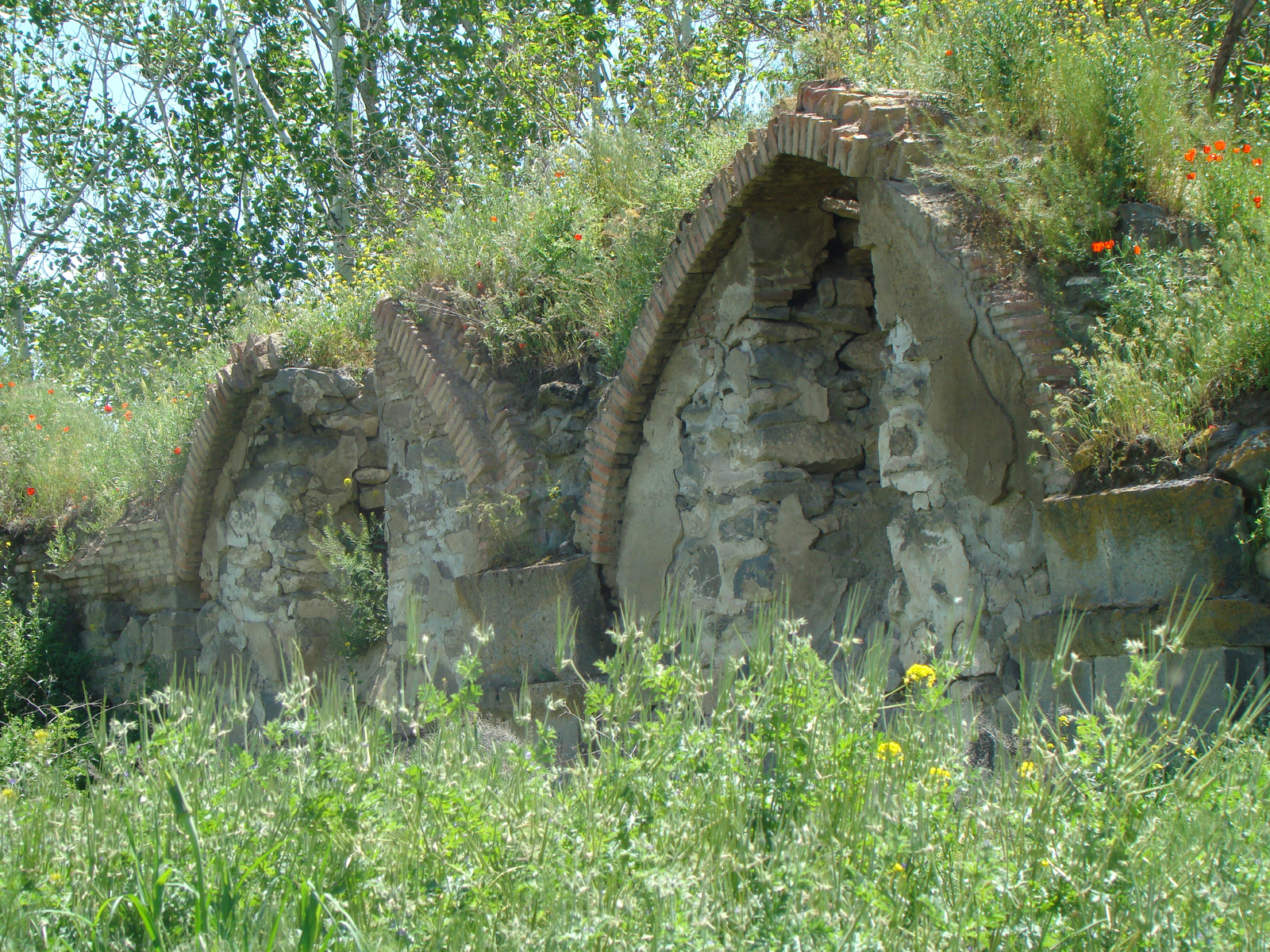
کلیسای قدیم
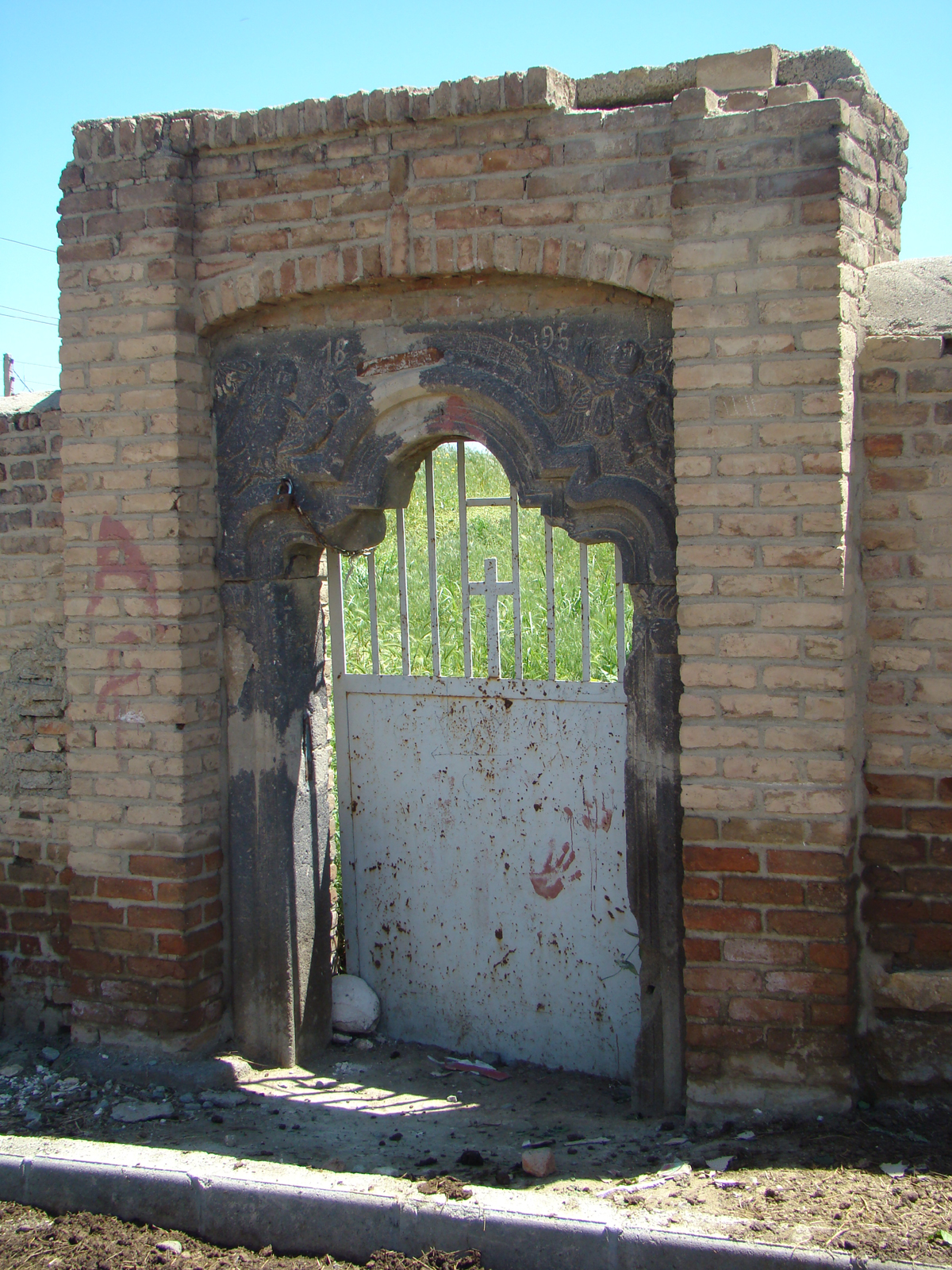
کلیسای قدیم
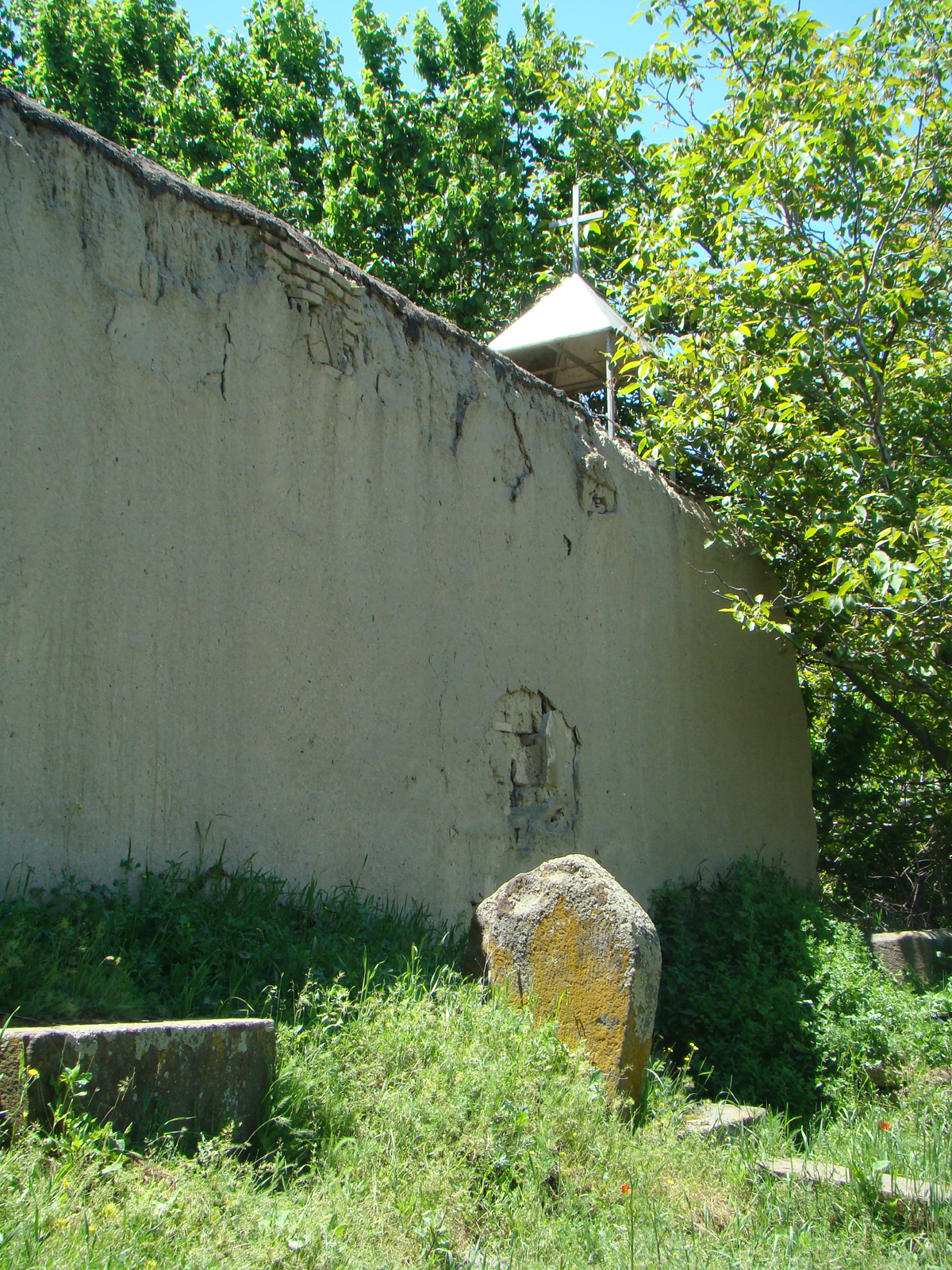
کلیسای جدید